# Мендзыжечский повет
Мендзыжечский повет (пол. Powiat międzyrzecki) — повет (район) в Польше, входит как административная единица в Любушское воеводство. Центр повета — город Мендзыжеч. Занимает площадь 1387,83 км². Население — 58 496 человек (на 31 декабря 2015 года).

## Административное деление
- города: Мендзыжеч, Сквежина, Тшцель
- городско-сельские гмины: Гмина Мендзыжеч, Гмина Сквежина, Гмина Тшцель
- сельские гмины: Гмина Бледзев, Гмина Пшиточна, Гмина Пщев

## Демография
Население повета дано на 31 декабря 2015 года.
| Перепись            | Всего  | Мужчины | Женщины |
| ------------------- | ------ | ------- | ------- |
| Всего               | 58 496 | 28 912  | 29 584  |
| Городское население | 30 664 | 14 851  | 15 813  |
| Сельское население  | 27 832 | 14 061  | 13 771  |